# Big Butte Creek
Big Butte Creek (lit. 'Arroyo del Gran Montículo') es un afluente de 19 km del río Rogue en el estado de Oregón (EE.UU). Drena aproximadamente 635 km² del condado de Jackson. Sus dos fuentes, la Bifurcación del Norte y la Bifurcación del Sur empiezan a gran altura, en el monte McLoughlin, en la cordillera de las Cascadas. Fluyendo predominantemente hacia el oeste,  uniéndose cerca de la ciudad de Butte Falls.
Los Manantiales de Big Butte, localizados en sus dos cauces, proporcionan agua limpia a más de 115,000 residentes del Valle Rogue. Emiten 98,000,000 L de agua por día. El agua de Big Butte Creek es también desviada para el riego en otras zonas.